# Китайський театр TCL
Китайський театр TCL (англ. TCL Chinese Theatre; до 2013 — Китайський театр Граумана) — кінотеатр на 1162 місця, розташований на бульварі Голлівуд в Лос-Анджелесі. Будинок побудований 1927 року імпресаріо Сідом Грауманом, і до початку січня 2013 року кінотеатр називався «Китайський театр Граумана» (англ. Grauman's (Mann's) Chinese Theatre). В кінотеатрі традиційно проходять прем'єри багатьох голлівудських фільмів.
У вересні 2007 року кінотеатр придбала фірма «CIM Group» — найбільший власник комерційної нерухомості в Голлівуді. 2013 року Китайський театр Граумана перейменований у Китайський театр TCL. Нова назва з'явилася в рамках спонсорської угоди з китайською компанією, що виробляє електроніку. Вартість угоди склала $5 мільйонів.

## «Алея слави» перед театром
На майданчику перед кінотеатром розташована знаменита голлівудська Алея слави, де в цементі зберігаються відбитки рук або ніг багатьох кінозірок, обраних, на відміну від Алеї зірок, власниками театру. Першою свої відбитки там залишила зірка німого кіно Норма Толмадж, випадково наступивши на вологий цемент біля театру.
На тротуарі біля Китайського театру Граумана є відбитки рук і ніг Чарлі Чапліна, Джека Ніколсона, Мері Пікфорд, Дугласа Фербенкса, Мерілін Монро, Клінта Іствуда, Гаррісона Форда, Джонні Деппа, Арнольда Шварценеггера, Вілла Сміта, Шер, Джима Керрі, Аль Пачіно, Майкла Джексона, Робіна Вільямса, з липня 2007 року акторів фільму про Гаррі Поттера: Деніела Редкліффа, Руперта Грінта і Емми Вотсон. Крім того, там є сліди лап легендарної німецької вівчарки-актора Рін Тін Тіна. У листопаді 2011 року свої відбитки залишили актори сутінкової саги: Крістен Стюарт, Роберт Паттінсон і Тейлор Лотнер, а також американський актор Міккі Рурк. 26 січня 2012 року на Алеї слави перед Китайським театром Граумана з'явилися відбитки стоп і долонь Майкла Джексона, їх залишили діти покійного співака, використовуючи його черевик і знамениту рукавичку з сріблястими блискітками. Поруч діти залишили відбитки власних долонь.
Також 2012 року Крістофер Нолан отримав можливість залишити відбитки своїх рук і ніг. Нолан став одним з наймолодших кінематографістів, які «наслідили» у легендарного театру, і лише восьмим режисером, якому було надано таку можливість. 2013 року свої відбитки залишили актори Роберт де Ніро, Джекі Чан, Сандра Буллок і Бен Стіллер.

## У масовій культурі
У документальному серіалі «Життя після людей» показана доля театру: в найближчі 10 років без людей театр згорить у пожежі в Лос-Анджелесі.